# 제1차 중국의 베트남 지배
제1차 중국의 베트남 지배는 한나라의 남월 정복부터 쯩 자매의 봉기까지 중국이 베트남 북부를 지배한 일이다.

## 같이 보기
- 중국의 베트남 지배